# IDrive
iDrive is een computersysteem, dat wordt gebruikt om de meeste secundaire voertuig systemen in veel van de huidige BMW-auto's te bedienen. De gebruikers interface van iDrive bestaat uit een lcd-scherm gemonteerd in het dashboard en een controller knop gemonteerd op de middenconsole.
Met iDrive kan de bestuurder en passagier zaken als voorzieningen voor het huidige klimaat (airco en kachel), het audiosysteem (radio en cd-speler), het navigatiesysteem en communicatiesysteem bedienen.
Het iDrive systeem werd voor het eerst geïntroduceerd op de BMW E65 7-serie. Het systeem kreeg toen veel kritiek vanwege zijn ingewikkelde en omslachtige menu's. Ook zou de iDrive de bestuurder te veel afleiden waardoor deze onvoldoende op de weg let. BMW pakte de kritiek op door de iDrive simpeler te maken en verder door te ontwikkelen. Vandaag de dag is iDrive op elke BMW verkrijgbaar en zit het standaard in de BMW 5-serie, 6-serie, 7-serie en X5.
De eerste generatie iDrive is gebaseerd op Microsoft Windows CE voor de automobielindustrie. Vanaf de tweede generatie (voor het eerst in de BMW E60 5-serie), werd Microsoft Windows CE vervangen door de Wind River VxWorks, een real-time besturingssysteem.